# The Beano
The Beano («la festa», en anglés britànic) és una revista escocesa de còmics en anglés.
Publicada sense interrupció de 1938 ençà, la Beano aplegà a tindre una tirada de dos milions d'exemplars setmanals, reduïda a dos-cents deu mil a principis de la dècada de 2000.

## Història
De l'edició prínceps del primer número se'n conserven dotze còpies, i del segon només cinc, la qual cosa feu que un exemplar del número u es venguera per dotze mil cent lliures en una subhasta l'any 2004, el preu més alt pagat per un còmic britànic fins llavors.
Els primers anys, l'editorial es distingia pel seu conservadorisme i la moralitat subjacent en les historietes, i la presència d'alguns personatges més tard descartats com el natiu americà Little Plum de la tribu Smellyfeet («peus pudents») o Hard-Nut the Nigger («Anou Dura el Negre»).
Durant la dècada de 1950, la revista incorporà molts dels personatges que encara apareixen, com Minnie the Minx (1953).
D'ençà, les històries de la Beano i el seu característic humor escatològic, mínimament actualitzat per a no incórrer en esterotips políticament incorrectes, formen part de la cultura popular del Regne Unit.
Durant la Segona Guerra Mundial (1939-1945), The Beano hagué d'alternar la publicació setmanal amb The Dandy, una altra revista publicada per Thomson, degut al recionament de paper; pel 1952, quan l'autor Leo Baxendale hi entrà a treballar, la tirada era de quatre-cents mil exemplars però els continguts de la revista ja estaven desfasats i l'editor, George Mooney, li encarregà una versió femenina de Dennis the Menace, encara que ja existia Beryl the Peryl, ambdós del mateix autor; llavors Baxendale creà la valenta pèl-roja Minnie the Minx i, sis setmanes més tard, els Bash Street Kids, els guions dels quals s'escrivien durant partits de futbol improvisats dins l'oficina.
L'any 2006, el número especial anual del Doctor Who superà al del Beano en vendes (dos-centes setanta mil còpies, un valor d'1,2 milions de lliures): segons el gremi de llibreters, fon la primera volta d'ençà la dècada de 1940 —o, com a mínim, des que mamprengué el registre digital, en 1998— que The Beano perdia el lloc davant qualsevol altra publicació.
L'any 2007, per a commemorar els setanta anys de la publicació, l'editorial convidà l'animador Nick Park a editar el número especial de la revista, en la portada de la qual aparegueren els seus personatges, Wallace i Gromit, junt amb els de Beanotown; en l'editorial, Park confesà que la Beano l'havia inspirat per a fer-se animador:
| « | Sóc fan de tota la vida. El meu somni era dibuixar en The Beano. La llig des que tenia deu anys i comencí a dibuixar amb la Beano en el cap. Vivia en eixe món. Quan tens un còmic, és teu i els adults no ho entenen. Quan vaig descobrir que la feien a Escòcia fon una revelació, perquè era tan guai i guarra i divertida que jo pensava que seria americana. | » |

| A.   | Títol                    | Creador          | Fi   |
| ---- | ------------------------ | ---------------- | ---- |
| 1958 | Rip Van Wink             | Gordon Bell      | 1959 |
| 1938 | Deep Down Daddy Neptune  | Basil Blackaller | 1939 |
| 1938 | Hairy Dan                | Basil Blackaller | 1946 |
| 1938 | Monkey Tricks            | Reg Carter       | 1938 |
| 1938 | Boney the Brave          | Roland Davies    | 1939 |
| 1938 | Contrary Mary            | Roland Davies    | 1940 |
| 1938 | Whoopee Hank             | Roland Davies    | 1939 |
| 1938 | Brave Captain Kipper     | germans Dinelli  | 1939 |
| 1938 | Tin-Can Tommy            | germans Dinelli  | 1947 |
| 1938 | Hicky the Hare           | germans Dinelli  | 1939 |
| 1938 | Tricky Dicky Ant"        | germans Torelli  | 1949 |
| 1938 | Frosty McNab             | Sam Fair         | 1941 |
| 1938 | Hooky's Magic Bowler Hat | Charles Gordon   | 1940 |
| 1938 | Uncle Windbag            | Charles Holt     | 1957 |
| 1938 | Little Dead Eye          | Charles Holt     | 1950 |
| 1938 | Wee Peem                 | James Jewell     | 1940 |
| 1938 | Ping the Elastic Man     | Hugh McNeill     | 1940 |
| 1939 | Puffing Billy            | Hugh McNeill     | 1940 |
| 1938 | Big Fat Joe              | Allan Morley     | 1939 |
| 1938 | Good King Coke           | Eric Roberts     | 1942 |
| 1945 | Good King Coke           | Eric Roberts     | 1946 |
| 1938 | Helpful Henry            | Eric Roberts     | 1939 |
| 1938 | Rip Van Wink             | Eric Roberts     | 1948 |